# Бессмертная, Ольга (певица)
О́льга Бессме́ртная (укр. Ольга Безсмертна; род. 6 августа 1983, Богуслав, Киевская область) — украинская оперная певица (сопрано).
В 2012—2020 годах она являлась солисткой Венской государственной оперы, где исполнила партии Рахиль в «Иудейке» Фроманталя Галеви и Русалки в одноимённой опере Дворжака. Певица также появлялась в ролях Татьяны в «Евгении Онегине» Чайковского в Цюрихском оперном театре, богини Дианы в «Калисто» Франческо Кавалли в миланском театре «Ла Скала» и Графини Розины Альмавивы в «Свадьбе Фигаро» Моцарта в Баварской государственной опере. В феврале 2015 года Бессмертная стала первой в истории украинской певицей, которая открывала Венский бал.

## Биография и образование
Ольга родилась в Богуславе в Украинской ССР в 1983 году и уже в пятилетнем возрасте начала петь, когда её родители по совету соседей отвели дочь в детский хор, который она несколько раз временно покидала, но продолжала возвращаться вплоть до окончания средней школы.
В 2000 году Ольга начала обучение на вокальном факультете в Киевской консерватории, в классе Евгении Мирошниченко, с которой полгода занималась во время подготовки к поступлению. После окончания магистратуры Бессмертная поступила в аспирантуру. Она окончила обучение в 2010 году. Некоторое время певица преподавала в Киевской консерватории.
В принятии в Киевскую оперу ей отказали.
Ольга переехала в Вену в 2011 году для работы в Венской государственной опере. На полгода позже к ней присоединилась её семья. Муж певицы Владимир — теолог и пастор славянской церкви. У них три ребёнка: дочь Маргарита, старший сын Мартин и младший Матео. По словам Бессмертной, её дети сами приняли решение изучать музыку: игру на флейте выбрали и Маргарита, и Мартин, кроме того, дочь стала петь в детском хоре.
Помимо украинского и русского, Ольга знает такие языки, как английский, немецкий, итальянский и немного французский.

## Карьера

### 2011—2016: Венская государственная опера, «Волшебная флейта» и Зальцбургский фестиваль
В 2011 году певица победила на Международном конкурса вокалистов «Новые голоса» (нем. Neue Stimmen). Доминик Майер, директор Венской государственной оперы, тогда возглавлял жюри. После соревнования он пригласил её в свой театр, где первой ролью Бессмертной стала Лора в опере Вагнера «Феи», дебют состоялся 19 марта 2012 года. Десять дней спустя она исполнила партию Дамы в опере Хиндемита «Кардильяк». Затем певица появлялась в операх Моцарта, а именно в ролях Памины и Первой дамы в «Волшебной флейте», Донны Эльвиры в «Дон Жуане» и Графини Альмавивы в «Свадьбе Фигаро».
В 2014 она исполнила главную роль в опере «Русалка» Дворжака. В интервью Бессмертная сказала, что считает эту партию красивой и подходящей для неё, но подготовка была непростой из-за малого количества репетиций и, кроме того, волнительной из-за прямой трансляции в интернете. Немецкие журналисты оценили отдачу и высокие ноты певицы, но отметили, что ей не хватает теплоты и мелодичности в вокальном плане и что публика ожидала увидеть в роли Русалки латвийскую исполнительницу Ополайс.
В марте 2015, Бессмертная исполнила партию Рахиль в «Иудейке» Фроманталя Галеви. На Венском оперном балу 2015 года она спела арию Графини из «Свадьбы Фигаро» и стала первой украинкой среди певиц, когда-либо открывавших это мероприятие. В том же году певица дебютировала в партии Марселины в «Фиделио» Бетховена на Зальцбургском фестивале в постановке, которую дирижировал Франц Вельзер-Мёст. Через год она вернулась на фестиваль и под руководством того же дирижера выступила на концертах с оркестром в опере «Любовь Данаи» Штрауса.

### 2017—н.в.: «Евгений Онегин», уход из Венской государственной оперы и дебют в «Ла Скала»
В сезоне 2017—2018 года Бессмертная дебютировала в роли Татьяны в «Евгении Онегине» Чайковского в Цюрихском оперном театре, а также с главной партией в опере «Пеллеас и Мелизанда» композитора Дебюсси. 19 и 20 мая 2018 года в Харьковском оперном театре состоялась премьера «Иоланты» Чайковского с ней в главной роли.
Певица ушла из Венской государственной оперы в 2020 году. В 2021 году она дебютировала в роли богини Дианы в «Калисто» Франческо Кавалли в миланском театре «Ла Скала». Через год Бессмертная исполнила партию Графини Розины Альмавивы в «Свадьбе Фигаро» Моцарта в Баварской государственной опере.

## Достижения
- 2003 — лауреат Национального конкурса вокалистов «Новые имена Украины» в Киеве.
- 2006 — лауреат Международного вокального конкурса имени Римского-Корсакова в Санкт-Петербурге.
- 2007 — победительница IX Международного фестиваля «Сергей Рахманинов и украинская культура» в Харькове.
- 2008 — победительница конкурса оперного пения DEBUT, получившая приз зрительских симпатий и специальную премию Пуччини[1][4].
- 2010 и 2011 — финалистка Международного конкурса вокалистов имени Ганса Габора Belvedere в Вене[14].
- Лето 2011 — участница проекта «Молодые певцы» на Зальцбургском фестивале[1][4].
- 2011 — победительница Международного конкурса вокалистов «Новые голоса» (нем. Neue Stimmen)[1][6].